# 緣來自有機
《緣來自有機》（英語：The Green Grass of Home），香港無綫電視時裝都市電視劇，由陳錦鴻、伍詠薇、唐詩詠及黎諾懿領銜主演，並由元華、黃智賢、苑瓊丹、李亞男及麥長青聯合主演，監製徐遇安。

## 收視
以下為該劇於香港無綫電視翡翠台之收視紀錄：
| 週次 | 日期                  | 平均收視 | 最高收視 |
| ---- | --------------------- | -------- | -------- |
| 1    | 2007年6月11日-6月15日 | 29點     | 31點     |
| 2    | 2007年6月18日-6月22日 | 30點     | 33點     |
| 3    | 2007年6月25日-6月29日 | 32點     | 36點     |
| 4    | 2007年7月2日-7月6日   | 33點     | 36點     |

以下为该剧于香港无线电视翡翠台在广州同步播放之收视纪录：
- 1-15集 18.1
- 16-20集 18.4 （数据来源：CSM媒介研究）

## 外部連結
- 無綫電視官方網頁 - 緣來自有機